# Patentometrie
Unter Patentometrie versteht man, analog zur Bibliometrie, die statistische Analyse und Auswertung von Patenten. Die Patentometrie lässt sich dabei beispielsweise als teilweises Untergebiet der Szientometrie und Bibliometrie definieren, da es sich auch hier um spezielle Veröffentlichungen mit Bezug zur Wissenschaft handelt. Patentometrie wird mit ähnlichen Analysemethoden betrieben wie auch die Bibliometrie, zum Beispiel Text Mining. In der Literatur findet sich noch weitere Synonyme zum Begriff Patentometrie, zum Beispiel das seltener genutzte „Patentinformetrie“.

## Patentometrische Indikatoren

### Science Linkage
Der „Science Linkage“ genannte patentometrische Indikator betrachtet die Anzahl von Zitationen in Patenten, die auf wissenschaftliche Literatur gesetzt wurden. Die Annahme hinter dem Indikator ist, dass eine hohe Anzahl solcher Nicht-Patent-Zitationen (also Zitationen, die nicht auf andere Patente verweisen) eine Bindung an die Wissenschaft darstellen.